# Dietrich von Wissel
Dietrich von Wissel (* im 14. Jahrhundert; † im 15. Jahrhundert) war Titularbischof in Athyra und Weihbischof in Münster.

## Leben
Die Herkunft des Dietrich von Wissel ist nicht belegt. Er war Mönch im Dominikanerkloster Wesel und wurde 1369 zum Titularbischof in Athyra und Weihbischof in Münster ernannt. Er verlegte am 2. Oktober 1369 im Auftrag des Bischofs Florenz den Weihetag des Frauenklosters Marienborn in Coesfeld auf den Sonntag nach Mariä Geburt. 
Dietrich blieb bis zum Jahre 1390 in seinen Ämtern
und soll 1408 in Wesel gestorben und dort im Chor der Dominikanerkirche bestattet worden sein.
Wennemar von Staden war sein Nachfolger.

## Weihehandlungen
- 25. September 1373 Altar der Kirche in Wolbeck
- 8. Mai 1380 Kapelle mit Friedhof in Darfeld
- 28. April 1381 Kapelle des Klosters Cappenberg